# 云南银柴
云南银柴（学名：Aporosa yunnanensis），为大戟科银柴属下的一个种。其种加词 yunnanensis 意为“云南的”。